# Hohenhameln
Hohenhameln település Németországban, azon belül Alsó-Szászország tartományban. Lakosainak száma 9636 fő (2023. december 31.). Hohenhameln Lehrte, Harsum, Algermissen, Sehnde és Ilsede községekkel határos.

## A település részei
- Bierbergen
- Bründeln
- Clauen
- Equord
- Harber
- Hohenhameln
- Mehrum
- Ohlum
- Rötzum
- Soßmar
- Stedum-Bekum

## Népesség
A település népességének változása:
| Lakosok száma | 9277 | 9201 | 9201 | 9401 | 9539 | 9636 |
|               | 2017 | 2018 | 2019 | 2021 | 2022 | 2023 |